# Ataque al USNS Card
El ataque al USNS Card fue una operación de sabotaje llevada a cabo por el Frente Nacional de Liberación de Vietnam (conocido por los estadounidenses como Viet Cong) durante la Guerra de Vietnam. Tuvo lugar en el puerto de Saigón en la madrugada del 2 de mayo de 1964 y fue organizada y ejecutada por comandos del 65.º Grupo de Operaciones Especiales (en vietnamita: Đội Biệt động 65)
El buque estadounidense USNS Card fue comisionado por primera vez en la Armada de los Estados Unidos durante la Segunda Guerra Mundial. Desarmado en 1946, fue reactivado en 1958 y volvió a entrar en servicio con el Servicio de Transporte Marítimo Militar, transportando equipo militar a Vietnam del Sur como parte de la ayuda militar que los Estados Unidos proporcionaban a ese país.
Como visitante habitual del puerto, el Card se convirtió en un objetivo para las unidades de comando locales norvietnamitas. Poco después de la medianoche del 2 de mayo de 1964, dos comandos del Viet Cong salieron del túnel de alcantarillado cerca del área donde estaba anclado el buque y colocaron dos cargas de explosivos en el casco. El ataque fue un éxito, el Card se hundió 48 pies (14,6 m), y cinco tripulantes civiles murieron a consecuencia de las explosiones. El barco fue reflotado 17 días después y remolcado a Filipinas para su reparación.

## Antecedentes
El USS Card era un portaaviones de escolta de la clase Bogue que había servido en la Armada de los Estados Unidos. En 1946 fue dado de baja y transferido a la Flota de Reserva del Atlántico. El 16 de mayo de 1958, volvió a entrar en servicio con el Servicio de Transporte Marítimo Militar, bajo el control de la Armada de los Estados Unidos. El barco estaba tripulado por una tripulación civil y tenía el prefijo «USNS» (Buque Naval de los Estados Unidos) en lugar de «USS» (Buque de los Estados Unidos), ya que estaba en servicio pero no comisionado.

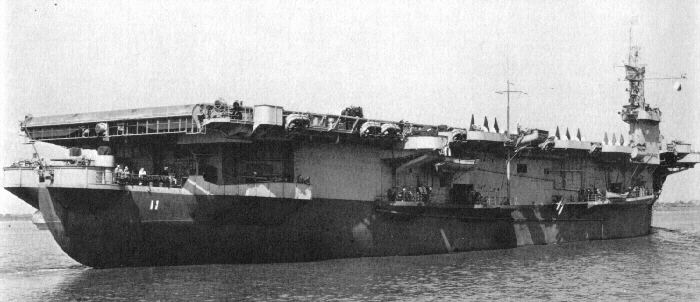
El USNS Card mientras estaba en servicio con la Armada de los Estados Unidos

Con la escalada de la Guerra de Vietnam, el gobierno de los Estados Unidos intensificó su apoyo militar al régimen de Vietnam del Sur. El 15 de diciembre de 1961, USNS Card partió de Quonset Point, en Rhode Island, con un cargamento de helicópteros H-21 Shawnee y soldados estadounidenses de Fort Devens, en Massachusetts, con destino a Vietnam. En Subic Bay en Filipinas, la carga y las tropas se transfirieron al USS Princeton, que llegó y descargó frente a la costa de Đà Nẵng el mes siguiente.
A partir de 1961, el Card y el USNS Core atracaron regularmente en Saigón para descargar artillería pesada, vehículos blindados de transporte de personal M113, aviones, helicópteros y municiones. El puerto de Saigón estaba situado entre los canales Tẻ y Bến Nghé, y tenía unos 700 metros de ancho de un lado al otro.  Para facilitar la llegada del Card y de los otros barcos estadounidenses que regularmente llegaron a Saigón, el ejército de Vietnam del Sur a menudo desplegaba embarcaciones de la armada para realizar patrullas alrededor del puerto, mientras que las costas circundantes estaban protegidas por un batallón aerotransportado de élite del Ejército de la República de Vietnam (ARVN).
El puerto en sí estaba vigilado las 24 horas por la Policía Nacional de la República de Vietnam, ya que agentes encubiertos de Vietnam del Sur operaban al otro lado del río en el área de Thủ Thiêm para interrumpir las actividades del VietCong allí. Sin dejarse intimidar por el nivel de protección que el gobierno de Vietnam del Sur normalmente otorgaba a los barcos estadounidenses, Trần Hải Phụng, comandante del Vietcong, ordenó al 65.º Grupo de Operaciones Especiales que atacara el USNS Card.

## Hundimiento del USNSCard

### Intento fallido de hundir el USNSCore
A pesar de sus mejores esfuerzos para controlar las actividades del VietCong, al otro lado del río en el área de Thủ Thiêm, el ejército y la policía de Vietnam del Sur no pudieron evitar que agentes comunistas operaran allí. Entonces, los miembros del 65.º Grupo de Operaciones Especiales pudieron observar las actividades militares estadounidenses y de Vietnam del Sur en el puerto, mientras se preparaban para atacar objetivos estadounidenses. Lâm Sơn Náo, un comando del 65.º Grupo de Operaciones Especiales, también trabajaba como electricista en la instalación portuaria.
Como a su unidad se le asignó la misión de atacar al portaaviones, Náo aprovechó su posición como empleado en el puerto, para reconocer el portaaviones Card y diseñar la mejor estrategia para sabotear el barco y todo el equipo militar a bordo. Su padre había trabajado anteriormente en la instalación portuaria como comerciante, por lo que memorizó todos los túneles y sistemas de alcantarillado de la instalación. Le aconsejó a Náo que la mejor manera de ingresar al área donde normalmente anclaban los barcos estadounidenses era a través del túnel de alcantarillado frente a Thủ Thiêm.
Mientras se bañaba en el río Saigón, Náo inspeccionó el túnel del alcantarillado que su padre le había aconsejado utilizar. Concluyó que el túnel brindaría el mejor acceso al área estadounidense, pero también presentaba desafíos. El túnel de aguas residuales contenía desechos y aceites tóxicos que podían causar ceguera, por lo que Náo y sus hombres tendrían que cerrar los ojos mientras se movían por él, lo que suponía una dificultad añadida a la misión.: 12 
Náo y sus hombres tuvieron que bañarse para eliminar los productos químicos potencialmente mortales y evitar ser detectados y probablemente arrestados por las autoridades de Vietnam del Sur. Después de que inspeccionara los túneles que conducían al puerto, presentó su plan al Cuartel General del Distrito Militar de Saigón-Gia Dinh. Nao decidió utilizar explosivos de alta potencia, suficientes para hundir un barco, y detonarlos con un temporizador para que sus hombres tuvieran tiempo suficiente para escapar de forma segura. Los superiores de Náo aprobaron el plan y le ordenaron realizar el ataque antes del amanecer para evitar bajas entre los civiles vietnamitas locales.: 12 

Regresó a Saigón y comenzó a ensamblar el equipo necesario para el ataque, que incluía explosivos plásticos C-4, TNT, alambre, detonadores de minas y baterías. Náo entrenó nuevos comandos, entre los que se incluían, Nguyễn Phú Hùng (electricista) y Nguyễn Văn Cậy (albañil), para que apoyaran la operación. Para garantizar el éxito, Náo midió la altura, la longitud y el ancho del túnel de alcantarillado para ensamblar los dispositivos de bomba al tamaño correcto, para que pudieran transportarse a través del túnel sin obstáculos.: 12 

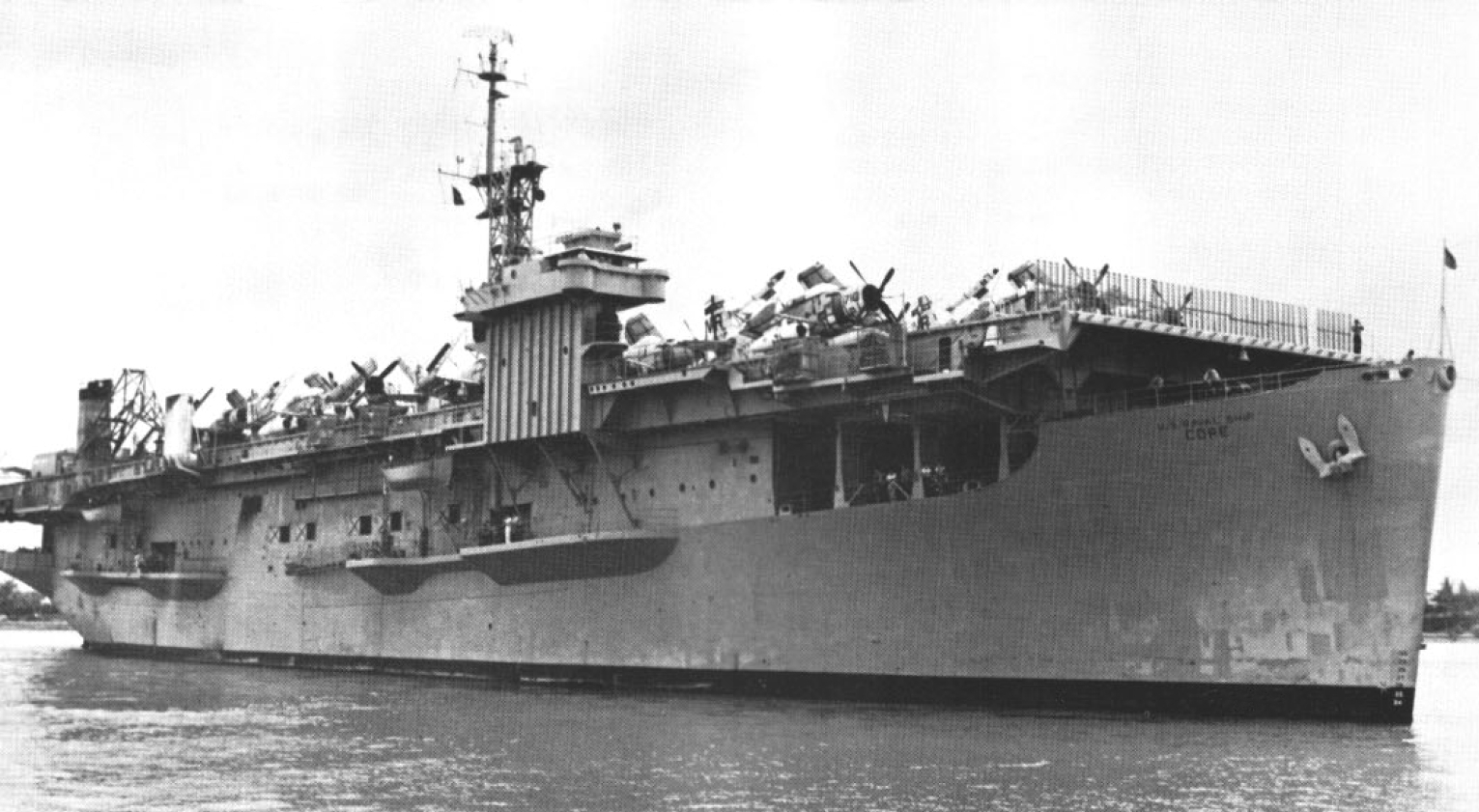
El USNS Core en 1967 trasportando aviones a Vietnam

Hacia finales de 1963, Náo recibió la noticia de que el Card había llegado a Saigón con otro cargamento de vehículos blindados, artillería y aviones. Pero el portaaviones resultó ser su buque gemelo, el USNS Core. En la noche del 29 de diciembre de 1963, Náo y Cậy llevaron sus artefactos explosivos, que tenían alrededor de 80 kilogramos de explosivos, a través del túnel de alcantarillado. Colocaron los explosivos en el casco del Core, configuraron el temporizador y se retiraron a la alcantarilla para esperar el resultado.: 12 
Las bombas que tan cuidadosamente habían preparado no explotaron porque la batería había caducado debido a un almacenamiento prolongado.: 12  Determinados a que la operación permanecería en secreto, los comandos regresaron sigilosamente al buque y recuperaron los artefactos explosivos. Al poco tiempo, el Core y su tripulación zarparon de Saigón sin ningún daño y sin ser conscientes del fallido atentado. Náo informó del fracaso de la misión al Cuartel General del Distrito Militar de Saigón-Gia Dinh. Sus superiores no expresaron decepción por el fracaso, pero animaron a Náo y a sus hombres a destruir el Card a toda costa.: 13 
El 1 de mayo de 1964, los equipos de reconocimiento del VietCong divisaron nuevamente el USNS Card mientras navegaba por la bahía de Gành Rái y entraba en el río Lòng Tàu, por lo que pasaron esta información al 65.º Grupo de Operaciones Especiales en Saigón.: 13  Como de costumbre, el buque atracó en el puerto comercial para descargar su cargamento de helicópteros militares, y recoger helicópteros para devolverlos a los Estados Unidos.: 247 

### Ataque exitoso
Cuando Náo recibió la noticia de que el Card había llegado nuevamente a Saigón, inspeccionó el equipo que incluía una batería nueva y una bomba rediseñada. Decidió hacer estallar las bombas durante la madrugada del 2 de mayo, para que él y su compañero operativo pudieran escapar de forma segura y evitar causar bajas entre la población local. Debido a una enfermedad, Cậy se negó a participar en la operación, por lo que Hùng tuvo que reemplazarlo.: 13 
Alrededor de las 09:00h del 1 de mayo, Náo fue a la casa de Hùng, donde le entregó una granada de mano y le notificó de la próxima operación sin darle muchos detalles. A las 18:00h, después de que Náo terminara de cargar las bombas en una canoa, él y Hùng viajaron por el río Saigón en dos canoas separadas, en dirección al distrito portuario comercial. Se detuvieron en la zona de Thủ Thiêm. Para evitar ser detectados por las autoridades de Vietnam del Sur, se mezclaron con los trabajadores locales. Mientras esperaba el momento adecuado, Náo informó a Hùng sobre los objetivos de la misión, que no eran otros que hundir el barco estadounidense más grande en el puerto y posteriormente informar de los resultados a la sede central.: 13 
Poco después de las 18:30h, cuando ambos hombres se dirigían al almacén número 0 del puerto comercial, una lancha patrullera de la policía los vio y los persiguió. Náo ordenó a Hùng que tirara la granada de mano y ambos se retiraron hacia el pueblo local. La patrulla policial se detuvo a unos 20 metros de la canoa de los saboteadores, y el comandante de la patrullera interrogó a ambos hombres sobre sus actividades durante esa noche.: 14  Náo afirmó que él y Hùng tenían la intención de ir al otro lado del río para comprar ropa nueva en el mercado. Para evitar retrasar la operación, Náo sobornó al comandante de la lancha patrullera con 1000 dong vietnamitas. Cuando el comandante de la lancha patrullera recibió el soborno, les dio permiso para seguir adelante, pero exigió otro soborno cuando regresaran. Cuando los comandos llegaron al túnel de alcantarillado, ensamblaron el dispositivo bomba que llevaba cada hombre y cargaron los 40 kilogramos de explosivos a través del túnel.: 14 
Cuando los comandos salieron del túnel, nadaron hacia el costado del Card que estaba anclado cerca de la boca de la alcantarilla. Náo y Hùng colocaron las dos bombas en el barco, una cerca de la sentina y otra en el compartimiento del motor, justo por encima de la línea de flotación. Luego, Náo inspeccionó ambas bombas para asegurarse que estaban correctamente ensambladas y colocadas.  Luego colocó la batería en un poste y la conectó a las bombas con cables, finalmente configuró el temporizador.: 15 
A la 01:10h, terminaron de instalar las bombas y ambos comandos se retiraron al túnel de alcantarillado, abordaron sus canoas en el otro lado y remaron de regreso a Thủ Thiêm. De nuevo, la lancha patrullera de la policía estaba esperando a que llegaran, ya que el comandante quería otro soborno. Cuando Náo y Hùng se acercaron a la lancha patrullera, se escuchó una explosión y se pudo ver una luz brillante en el área del puerto comercial. La lancha patrullera de la policía encendió su motor y se dirigió rápidamente hacia el Card, olvidándose de los saboteadores y del soborno.: 15 

## Consecuencias
Para los comandos del 65.º Grupo de Operaciones Especiales, la explosión en el Card supuso la consecución de una misión exitosa.: 14  Al amanecer, el buque estadounidense se había hundido 48 pies (14,6 m) en el fondo del río con el compartimiento del motor completamente inundado. Cinco civiles estadounidenses que trabajaban en el barco en ese momento murieron debido a la explosión. Gracias a la rápida respuesta de la tripulación del barco y las autoridades locales, las inundaciones dentro del barco se detuvieron rápidamente y la situación en el barco se estabilizó. Una inspección posterior reveló que la explosión había abierto un agujero de 12 pies (3,7 m) de largo y 3 pies (0,9 m) de alto, en el lado de estribor del barco.: 248 
En los días siguientes, cinco buzos de la Marina de los Estados Unidos fueron enviados a Saigón desde Filipinas, además de varios equipos de salvamento de las bases estadounidenses en Japón y el Comando del Servicio de Transporte Marítimo Militar.: 248  Entre los buzos se encontraba el miembro fundador de los Navy Seals, Roy Boehm, quien afirmó haber recuperado los restos de un «Hagerson Demolition Pack», una carga explosiva especializada utilizada por los hombres rana de la Marina de los Estados Unidos. Boehm especuló que los explosivos utilizados en el ataque habían sido robados de su propia unidad de la Armada de Vietnam del Sur por un grupo de desertores que habían sido maltratados por un oficial de Vietnam del Sur.

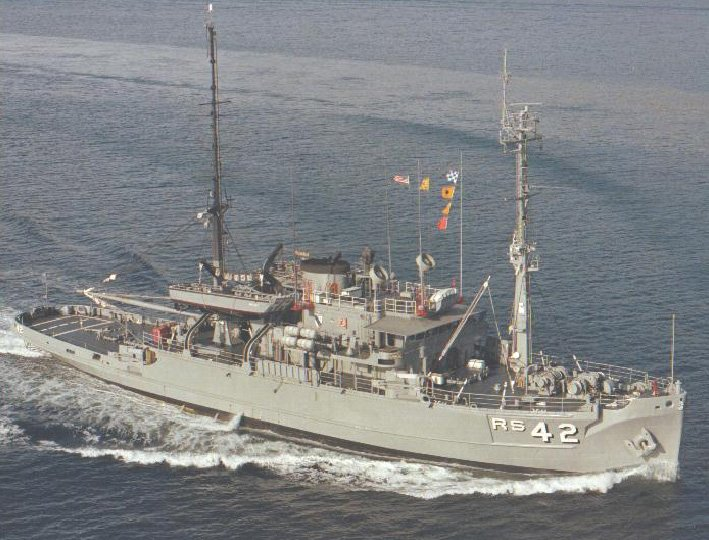
El USS Reclaimer (ARS-42) en una foto de 1980

Se ordenó al USS Reclaimer, un buque de salvamento y rescate (BSR), que se encontraba en ruta hacia Filipinas, que cambiara de rumbo y navegara hacia Saigón. El remolcador USS Tawakoni con base en la bahía de Súbic en Filipinas se puso en espera y luego recibió órdenes de navegar a Vietnam del Sur.: 248  Al llegar a Saigón, los buzos de la Marina y los equipos de salvamento intentaron bombear agua de los compartimentos inundados del Card.: 250  Los intentos iniciales se vieron obstaculizados por problemas en el equipo de bombeo y malas condiciones de buceo en el río. Los salvadores tardaron 17 días en reflotar el Card. Luego comenzaron el proceso de mover el barco instalando una bomba de seis pulgadas y generadores en el buque para bombear agua de la sentina. Los dos buque remolcadores, el Reclaimer y el Tawakoni, remolcaron el portaaviones a la bahía de Súbic, donde se sometió a nuevas y profundas reparaciones.: 250 
Después del hundimiento del Card, Vietnam del Norte aprovechó el incidente con fines propagandísticos. El 20 de octubre de 1964, el gobierno de Vietnam del Norte emitió un sello postal que proclamaba un «Portaaviones de América hundido en el puerto de Saigón», para elogiar a los comandos que habían llevado a cabo el ataque. La Marina de los Estados Unidos se negó a admitir que el portaviones se había hundido incluso por un breve período de tiempo y, en cambio, afirmó que solamente había resultado dañado y se reparó rápidamente.
Durante el resto de 1964, el Frente Nacional de Liberación de Vietnam lanzó más ataques contra objetivos estadounidenses, como el hotel Brinks y la base aérea de Bien Hoa, pero no hubo respuestas significativas del ejército estadounidense. El USNS Card volvió al servicio activo en la marina norteamericana el 11 de diciembre de 1964 y permaneció en servicio hasta 1970, cuando pasó a la Flota de Reserva.